# Konšelský mlýn
Konšelský mlýn v Litomyšli v okrese Svitavy je zaniklý vodní mlýn, který stál na řece Loučná jižně od centra města. V letech 1958–1970 byl chráněn jako nemovitá kulturní památka České republiky.

## Historie
Mlýn, zvaný také špitálský nebo šosovní, spravovali mlynáři z rodu Podhajských - roku 1624 Jiřík Podhajský a roku 1674 Řehoř Podhajský. K roku 1735 fungovala při mlýně pila a pravděpodobně také pekárna.
 Podle Kapesního kalendáře mlýnů česko-moravských Fr. Duška byl v roce 1899 jeho majitelem Eduard Kraus, člen výboru Spolku politického okresu Litomyšlského.

Budova mlýna byla zbořena po roce 1960, zůstalo pouze hospodářské stavení č.p. 1149.

## Popis
Dvoupatrová budova mlýna renesančního původu byla upravena v 19. století. Její průčelí zdobila psaníčková sgrafita.
Voda na vodní kolo vedla náhonem od výše položeného Pražského mlýna.
V roce 1735 měl mlýn kola velká 4 lokte. K roku 1930 mlýn poháněla dvě kola na svrchní vodu (1. průtok 0.22 m³/s, spád 3.4 m; 2. průtok 0.123 m³/s, spád 3.5 m o výkonu 9 k).